# Blythburgh
Blythburgh est un village et une paroisse civile du Suffolk, en Angleterre. Il est situé à cinq kilomètres environ à l'ouest de la ville de Southwold, près d'une zone de marécages traversée par le fleuve Blyth. Administrativement, il relève du district de Suffolk Coastal. Au recensement de 2011, la paroisse civile, qui comprend également les hameaux voisins de Bulcamp et Hinton, comptait 298 habitants.

## Étymologie
Le nom Blythburgh signifie « forteresse sur la Blyth » en vieil anglais, du nom du cours d'eau auquel est suffixé burh « forteresse ». Il est attesté dans le Domesday Book sous la forme Blideburh.

## Histoire
Bulcamp est le site d'une bataille qui oppose, en 653 ou 654, les rois Anna d'Est-Anglie et Penda de Mercie. Anna trouve la mort durant l'affrontement, tout comme son fils Jurmin. La tradition veut qu'ils aient été enterrés à Blythburgh.
Au XIIe siècle, un prieuré d'Augustins est fondé à Blythburgh par des moines du prieuré de St Osyth. Il reste actif jusqu'à la dissolution des monastères, en 1537.
L'église de Blythburgh, dédiée à la Trinité, remonte au XVe siècle. C'est un monument classé de Grade I.
L'avion de Joseph Patrick Kennedy, Jr., frère ainé de John Fitzgerald Kennedy, un B-24 Liberator modifié, téléguidé et chargé de plus de dix tonnes d’explosif Torpex, a  explosé le 12 août 1944 au-dessus de Blythburgh, causant la mort instantané des deux pilotes.

## Personnalités liées à la ville
- John Seymour Lucas (1849-1923), peintre anglais enterré à Blythburgh
- Jack Pritchard (1899-1992), entrepreneur britannique en ameublement